# Randa Kassis
Randa Kassis (árabe: رندة قسيس), é uma política franco-síria e uma figura secular líder da oposição síria. Ela é a presidente da Plataforma Astana da Syrian oposição e o fundador do Movimento da Sociedade Pluralista.
Foi membro do Conselho Nacional da Síria até agosto de 2012. Randa Kassis é o ex-presidente da Coalizão de laica e Democrata Sírio. A coalizão de secular e democratas Sirios, o núcleo de uma organização secular oposição síria e democrático, foi criado pela união de uma dúzia de partidos muçulmana, cristã, árabe e curda, que chamados minorias na Síria para apoiar a luta contra o governo de Bashar al-Assad.

## Biografia
Kassis também é antropólogo e jornalista. Ela também publicou um livro chamado "criptas dos Deuses", que é um livro sobre religiões, suas origens e seus modos  de funcionamento. Desde o início da Guerra Civil Síria, em 15 de março de 2011, ela se tornou uma comentarista líder sobre o conflito sírio e as complexidades mais amplas da primavera Árabe eo futuro da região do Oriente Médio.
Randa Kassis iniciado a plataforma Astana em 2015 após seu pedido ao Presidente do Cazaquistão para formar uma plataforma que poderia montar opositores sírios moderados. A primeira rodada da plataforma Astana foi moderado pelo cazaque Embaixador Bagdá Amreyev ea sessão de abertura foi presidida pelo ministro cazaque das Relações Exteriores Erland Idrissov. O segundo turno foi moderado por Fabien Baussart, Presidente do Centro de Assuntos Políticos e Internacionais (CPFA).
Randa Kassis participou das 2016 conversações de paz de Genebra sob a bandeira dos grupos Moscou / Astana. Ela é co-presidente com Qadri Jamil, da delegação  oposição laica e democrática da Síria. Ela é criticado por outros membros da oposição para a sua defesa de uma transição política em cooperação com o Regime de Bashar al-Assad e seu suporte da intervenção russa na guerra civil.
Em 13 de janeiro de 2018 Randa Kassis, juntamente com outros membros da plataforma Astana, participou no Congresso Nacional Sírio como presidente da plataforma de Astana. Kassis enfatizou a importância da criação de uma comissão constitucional, a fim de facilitar o processo de paz na Síria, que a ONU e Astana troika - Russo, Irã e Turquia - mais tarde concordaram em criar.
Após a queda de Assad, Randa Kassis retornou à Síria após o exílio, mas agora enfrenta censura e ameaças do novo regime. Ela condena a imposição do uso obrigatório do hijab pelo HTS e as crescentes restrições às mulheres, incluindo bloqueios noturnos e cartazes exigindo que se cubram, que se tornaram mais frequentes desde 8 de dezembro.